# Посёлок отделения № 2 совхоза «Волго-Дон»
Посёлок отделения № 2 совхоза «Волго-Дон», отделения № 2 совхоза «Волго-Дон», отделение № 2 — посёлок в Калачёвском районе Волгоградской области России. Входит в состав Береславского сельского поселения.

## География
Расположен на южном берегу Волго-Донского канала.
Расстояние до Волгограда — около 20 км на восток, до райцентра Калач-на-Дону — около 45 км на запад.

## Население
| 2010 |
| ---- |
| 510  |

Гендерный состав
По данным Всероссийской переписи населения 2010 года в гендерной структуре населения из 510 человек — 244 мужчины, 266 женщин (47,8 и 52,2 % соответственно).
Национальный состав
Согласно результатам переписи 2002 года, в национальной структуре населения
русские составляли 71 % из общей численности населения в 550 человек.

## Инфраструктура
Сельское хозяйство. Во времена СССР действовал совхоз «Волго-Дон».

## Транспорт
Водный и автомобильный транспорт.
Ближайшая железнодорожная станция — Карповская Приволжской железной дороги — около 10 км.
Стоит посёлок на автодороге 18К-15 (Западный объезд Волгограда).
| Населенные пункты, указатели         | Кило- метраж |
| ------------------------------------ | ------------ |
| ВОЛГОГРАД                            | 0            |
| ж/д ст.ЧАПУРНИКИ                     | 6            |
| им.19-го Партсъезда                  | 7            |
| СОЛЯНОЙ                              | 14           |
| ЧЕРВЛЁНОЕ                            | 20           |
| ВОЛГО-ДОНСКОЙ СУДОХОДНЫЙ КАНАЛ       | 22           |
| НАРИМАН                              | 33           |
| ЗАРЯ                                 | 40           |
| ПАРХОМЕНКО                           | 44           |
| Береславка                           | 50           |
| ОТДЕЛЕНИЕ №2                         | 63           |
| СВЕТЛОЯРСКИЙ РАЙОН КАЛАЧЁВСКИЙ РАЙОН | 67           |
| КОМСОМОЛЬСКИЙ                        | 70           |
| МАРИНОВКА М21                        | 75           |
| ОКТЯБРЬСКИЙ                          | 100          |
| СТЕПНОЙ                              | 150          |
| БУЗИНОВКА                            | 162          |